# USS Ranger (1777)
Pour les autres navires du même nom, voir USS Ranger.
L’USS Ranger est un sloop de guerre de la Continental Navy et le premier navire de guerre américain à avoir reçu le salut en mer de la part d'une puissance étrangère. Le 14 février 1778, le Robuste, portant la marque de La Motte Picquet salue en baie de Quiberon la bannière étoilée portée par le Ranger. Six jours auparavant, la France et les États-Unis venaient de signer deux traités : un traité d'alliance et un traité d'amitié et de commerce. Le 20 mars, la France reconnaît les États-Unis.